# Арнулф Каринтийски
Арнулф Кернтенски (на немски: Arnulf von Kärnten; * ок. 850, † 8 декември 899) е крал на Източнофранкското кралство от 887 до 899, крал на Италия от 894 до 895 и след 896 император на Свещената Римска империя.

## Живот
Арнулф е извънбрачен син на Карломан от династията на Каролингите. Възможно е Карломан все пак да се е оженил за майката на Арнулф. Бъдещият император на Свещената Римска империя израства в Мосбург. Става префект на източните графства през 876 г., а след смъртта на баща си, от 880 г. е херцог на Каринтия. Арнулф дълго време се бори срещу Святополк I и норманите.
През ноември 887 г. Арнулф влиза в конфликт и започва борби срещу своя чичо и предшественик Карл Дебели, крал на Източнофранкското кралство. През 888 г. отива в Италия, за да извоюва овакантената корона след смъртта на Карл Дебели, убит от Беренгар I. Беренгар му дава феодална клетва, но губи своя трон през 889 г. от Гуидо Сполетски. След смъртта на Гуидо през 894 г. Арнулф отново взема короната на Северна Италия, но я губи отново от Беренгар и сина на Гуидо Ламберт. След като Ламберт е свален от престола през 896 г. (отново поема властта през 897, но умира през 898), Арнулф е избран за император на Свещената Римска империя и е коронован от папа Формоза за император в края на февруари същата година. Тази титла е отменена, когато папата умира и за нов папа е избран Йоан IX през 898 г.
През 888 г. Арнулф признава Одо за крал на Западно-франкското кралство, но през 893 приема и заместилия го Шарл III. През 895 окончателно решава да подкрепи Одо и минава на негова страна. Едва след смъртта на Одо през 898 г. Шарл се налага в Западна Франкия чрез помощта и признанието на Арнулф.
През 891 г. Арнулф успява да нанесе решителен удар срещу викингите при Льовен. Победата му слага край на походите им срещу неговото кралство.
Арнулф вероятно заболява от епилепсия, както и предшествениците му от династията на Каролингите. Умира през 899 г. от паралич. Мощите му са поставени в манастир Санкт Емерам в Регенсбург, където впоследствие са погребани синът му Лудвиг Детето и съпругата на Арнулф Ода.
Паметна плоча на негово име се намира във Валхала в близост до Регенсбург.

## Наследници
Арнулф се жени преди 888 г. за Ода († 30 ноември 903) от род Конрадини, от която има един син – Лудвиг Детето, Лудвиг IV, наречен Детето (893 – 911), който става крал на Източнофранкското кралство след смъртта на баща си.
Освен това Арнулф има и няколко други извънбрачни деца:
- Глисмут (ок. 866 – 924) – омъжена от ок. 880 г. за Конрад Стари (Конрадини), майка на крал Конрад I Млади
- Цвентиболд (870/871 – 900) – крал на Лотарингия, жени се за Ода Саксонска († 952), дъщеря на херцог Ото Лиудолфингер (Лиудолфинги)
- Елинрат († ок. 24 май 914) – отвлечена от Енгелшалк II, маркграф на Остмарк, майка ѝ носи същото име и умира около 914 г.
- Ратолд (* ок. 889)